# Abū al-Ḥasan ʻAlī ibn ʻUthmān Makhzūmī
 (juin 2020).
Abū al-Ḥasan ʻAlī ibn ʻUthmān Makhzūmī, né en 1118 et mort en 1189, est l'auteur du Kitāb al-Minhāj fī ʿilm kharāj Miṣr, un traité fiscal « qui, bien qu'incomplet, apporte néanmoins des renseignements majeurs sur le système douanier égyptien et sans doute fatimide au XIIe siècle. »